# Athanase de Charette de la Contrie den yngre
Athanase de Charette de la Contrie, född 3 september 1832, död 9 oktober 1911, var en fransk militär. Han var son till Athanase de Charette de la Contrie den äldre.
De Charette blev officer vid de påvliga zuaverna 1860, och var under fransk-tyska kriget 1870 chef för en frivilligkår. År 1871 blev han brigadgeneral, och avstod från inval i deputeradekammaren samma år. Han var anhängare till greven av Chambord och senare till greven av Paris.
Han utgav Souvenirs du régiment des zouaves pontificaux.